# Protea cordata
Protea cordata är en tvåhjärtbladig växtart som beskrevs av Carl Peter Thunberg. Protea cordata ingår i släktet Protea och familjen Proteaceae. Inga underarter finns listade i Catalogue of Life.